# Шигео Јаегаши
Шигео Јаегаши (јап. 八重樫 茂生; 24. март 1933 — 2. мај 2011) био је јапански фудбалер.

## Каријера
Током каријере је играо за Фурукава.

## Репрезентација
За репрезентацију Јапана дебитовао је 1956. године. Учествовао је и на олимпијским играма 1956., олимпијским играма 1964. и олимпијским играма 1968. За тај тим је одиграо 45 утакмица и постигао 11 голова.

## Статистика
| Јапан  | Јапан   | Јапан  |
| Година | Наступи | Голови |
| ------ | ------- | ------ |
| 1956.  | 3       | 0      |
| 1957.  | 0       | 0      |
| 1958.  | 2       | 0      |
| 1959.  | 5       | 0      |
| 1960.  | 1       | 0      |
| 1961.  | 7       | 2      |
| 1962.  | 7       | 3      |
| 1963.  | 5       | 4      |
| 1964.  | 2       | 2      |
| 1965.  | 4       | 0      |
| 1966.  | 2       | 0      |
| 1967.  | 3       | 0      |
| 1968.  | 4       | 0      |
| Укупно | 45      | 11     |